# Bürgewald Dickbusch und Lörsfelder Busch
Koordinaten: 50° 52′ 58″ N, 6° 39′ 40″ O
Das Naturschutzgebiet Bürgewald Dickbusch und Lörsfelder Busch liegt auf dem Gebiet der Stadt Kerpen im Rhein-Erft-Kreis in Nordrhein-Westfalen. Das Gebiet erstreckt sich in zwei Teilgebieten nordwestlich und nördlich der Kernstadt Kerpen. Das nordwestliche Gebiet wird von der A 4 durchschnitten. Westlich verläuft die B 477 und östlich die A 61.

## Bedeutung
Für Kerpen ist seit 1993 ein 287,08 ha großes Gebiet unter der Kenn-Nummer BM-029 als Naturschutzgebiet ausgewiesen.
Die Unterschutzstellung erfolgt zur Erhaltung, Entwicklung und Wiederherstellung von Lebensgemeinschaften und Biotopen bestimmter wildlebender Tier- und Pflanzenarten.